# Хав'єр Савіола
Хав'є́р Савіо́ла (ісп. Javier Saviola, нар. 11 грудня 1981, Буенос-Айрес) — аргентинський футболіст і футзаліст, нападник андорського футзального клубу «Енкамп».
Включений до переліку «125 найкращих футболістів світу» (відомого як «ФІФА 100»), складеного у 2004 році на прохання ФІФА до сторіччя цієї організації легендарним Пеле. 

## Клубна кар'єра
У дорослому футболі дебютував 1998 року виступами за команду клубу «Рівер Плейт», в якій провів три сезони, взявши участь у 86 матчах чемпіонату. Більшість часу, проведеного у складі «Рівер Плейта», був основним гравцем атакувальної ланки команди. У складі «Рівер Плейта» був одним з головних бомбардирів команди, маючи середню результативність на рівні 0,52 гола за гру першості.
Своєю грою за команду привернув увагу представників тренерського штабу клубу «Барселона», до складу якого приєднався влітку 2001 року у віці 19 років за 15 млн фунтів. Відіграв за каталонський клуб наступні три сезони своєї ігрової кар'єри. Граючи у складі «Барселони» також здебільшого виходив на поле в основному складі команди. В каталонському клубі був серед найкращих голеодорів, відзначаючись забитим голом в середньому щонайменше у кожній третій грі чемпіонату.
Після приходу у команду тренера Франка Райкарда втратив місце в основі і з 2004 по 2006 рік грав на правах оренди у складі «Монако» та «Севільї», після чого повернувся у «Барселону», де взяв участь у 18 іграх чемпіонату.
10 липня 2007 року на правах вільного агента підписав контракт з головним суперником каталонців — столичним клубом «Реал Мадрид». Незважаючи на фінансово вигідний контракт, він переживав важкі часи в «Реалі». Хав'єр в основному виходив на поле в матчах кубку, а в чемпіонаті лише інколи виходив на заміну. А після підписання мадридським клубом Клас-Ян Гунтелара, Савіола майже зовсім втратив місце у команді. В підсумку всього за два сезони в Мадриді Хав'єр забив п'ять голів в 28 офіційних матчах, попри це виборов титул володаря Суперкубка Іспанії та став чемпіоном Іспанії.
До складу клубу «Бенфіка» приєднався 26 червня 2009 року за 5 млн. євро, підписавши контракт на 3 роки. Наразі встиг відіграти за лісабонський клуб 64 матчі в національному чемпіонаті. За цей час додав до переліку своїх трофеїв титул чемпіона Португалії.
Після завершення футбольної кар'єри почав грати у футзал за андорський клуб «Енкамп», разом з яким 2018 року виграв чемпіонат цієї країни. Завдяки цьому в сезоні 2018/19 команда виступала у Лізі чемпіонів УЄФА з футзалу, де Савіола провів 3 матчі і забив 2 голи.

## Виступи за збірні
2001 року залучався до складу молодіжної збірної Аргентини, у складі якої зіграв на домашньому молодіжному чемпіонаті світу 2001 року, де разом із збірною став переможцем. Всього на молодіжному рівні зіграв у 7 офіційних матчах, забив 11 голів.
2001 року дебютував в офіційних матчах у складі національної збірної Аргентини. Наразі провів у формі головної команди країни 44 матчі, забивши 12 голів.
2004 року у складі Аргентини U-23 був учасником Олімпійських ігор в Афінах, на яких разом із збірною здобув золоті медалі.
У складі збірної був учасником розіграшу Кубка Америки 2004 року у Перу, де разом з командою здобув «срібло», розіграшу Кубка Конфедерацій 2005 року у Німеччині, де також разом з командою здобув «срібло» та чемпіонату світу 2006 року у Німеччині.

## Статистика виступів

### Статистика клубних виступів

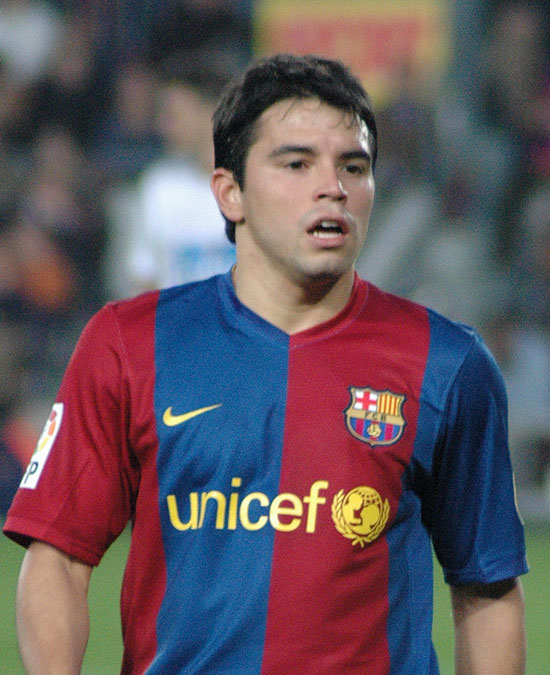
Хав'єр Савіола у складі «Барселони» (2007)

| Сезон                   | Команда                 | Чемпіонат               | Чемпіонат | Чемпіонат | Кубок | Кубок | Кубок | Континентальний кубок | Континентальний кубок | Континентальний кубок | Інші змагання | Інші змагання | Інші змагання | Усього | Усього |
| Сезон                   | Команда                 | Ліга                    | Ігор      | Голів     | Ліга  | Ігор  | Голів | Ліга                  | Ігор                  | Голів                 | Ліга          | Ігор          | Голів         | Ігор   | Голів  |
| ----------------------- | ----------------------- | ----------------------- | --------- | --------- | ----- | ----- | ----- | --------------------- | --------------------- | --------------------- | ------------- | ------------- | ------------- | ------ | ------ |
| 1998-99                 | «Рівер Плейт»           | 1Д                      | 19        | 6         | -     | -     | -     | -                     | -                     | -                     | -             | -             | -             | 19     | 6      |
| 1999-00                 | «Рівер Плейт»           | 1Д                      | 33        | 19        | -     | -     | -     | -                     | -                     | -                     | -             | -             | -             | 33     | 19     |
| 2000-01                 | «Рівер Плейт»           | 1Д                      | 34        | 20        | -     | -     | -     | -                     | -                     | -                     | -             | -             | -             | 34     | 20     |
| Усього за «Рівер Плейт» | Усього за «Рівер Плейт» | Усього за «Рівер Плейт» | 86        | 45        |       | 0     | 0     |                       | 0                     | 0                     |               | -             | -             | 86     | 45     |
| 2001-02                 | «Барселона»             | ПД                      | 36        | 17        | КІ    | 1     | 0     | ЛЧ                    | 11                    | 4                     | -             | -             | -             | 48     | 21     |
| 2002-03                 | «Барселона»             | ПД                      | 36        | 13        | КІ    | 1     | 0     | ЛЧ                    | 14                    | 7                     | -             | -             | -             | 51     | 20     |
| 2003-04                 | «Барселона»             | ПД                      | 33        | 14        | КІ    | 5     | 2     | КУЄФА                 | 7                     | 3                     | -             | -             | -             | 45     | 19     |
| 2004-05                 | «Монако»                | Л1                      | 29        | 7         | КФ    | 1     | 0     | ЛЧ                    | 7                     | 4                     | -             | -             | -             | 37     | 11     |
| 2005-06                 | «Севілья»               | ПД                      | 29        | 9         | КІ    | 0     | 0     | КУЄФА                 | 13                    | 5                     | -             | -             | -             | 42     | 14     |
| 2006-07                 | «Барселона»             | ПД                      | 18        | 5         | КІ    | 5     | 5     | ЛЧ                    | 1                     | 0                     | -             | -             | -             | 24     | 10     |
| Усього за «Барселону»   | Усього за «Барселону»   | Усього за «Барселону»   | 123       | 49        |       | 12    | 7     |                       | 33                    | 14                    |               | -             | -             | 168    | 70     |
| 2007-08                 | «Реал Мадрид»           | ПД                      | 9         | 3         | КІ    | 6     | 0     | ЛЧ                    | 2                     | 0                     | -             | -             | -             | 17     | 3      |
| 2008-09                 | «Реал Мадрид»           | ПД                      | 7         | 1         | КІ    | 2     | 1     | ЛЧ                    | 2                     | 0                     | -             | -             | -             | 11     | 2      |
| Усього за «Реал»        | Усього за «Реал»        | Усього за «Реал»        | 16        | 4         |       | 8     | 1     |                       | 4                     | 0                     |               | -             | -             | 28     | 5      |
| 2009-10                 | «Бенфіка»               | ПЛ                      | 27        | 11        | КП    | 6     | 2     | ЛЄ                    | 11                    | 6                     | -             | -             | -             | 44     | 19     |
| 2010-11                 | «Бенфіка»               | ПЛ                      | 24        | 9         | КП    | 9     | 4     | ЛЧ                    | 12                    | 1                     | СП            | 1             | 0             | 46     | 14     |
| 2011-12                 | «Бенфіка»               | ПЛ                      | 13        | 4         | КП    | 4     | 1     | ЛЧ                    | 6                     | 0                     | -             | -             | -             | 23     | 5      |
| Усього за «Бенфіку»     | Усього за «Бенфіку»     | Усього за «Бенфіку»     | 64        | 26        |       | 20    | 7     |                       | 29                    | 7                     |               | 1             | 0             | 113    | 38     |
| Усього за кар'єру       | Усього за кар'єру       | Усього за кар'єру       | 348       | 138       |       | 40    | 15    |                       | 86                    | 30                    |               | 1             | 0             | 474    | 183    |

### Збірна

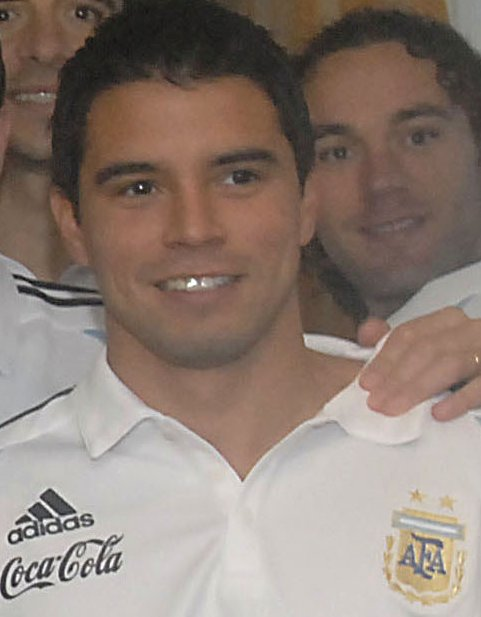
Хав'єр Савіола у складі збірної Аргентини (2007)

| Збірна Аргентини | Збірна Аргентини | Збірна Аргентини |
| Роки             | Ігри             | Голи             |
| ---------------- | ---------------- | ---------------- |
| 2000             | 2                | 0                |
| 2001             | 0                | 0                |
| 2002             | 3                | 0                |
| 2003             | 8                | 3                |
| 2004             | 10               | 5                |
| 2005             | 8                | 1                |
| 2006             | 5                | 1                |
| 2007             | 4                | 1                |
| Всього           | 40               | 11               |

## Титули та досягнення
- Чемпіон Аргентини (1):

«Рівер Плейт»: 1999А, 2000К
- Чемпіон Іспанії (1):

«Реал Мадрид»: 2007-08
- Володар Суперкубка Іспанії (2):

«Барселона»: 2006
«Реал Мадрид»: 2008
- Чемпіон Португалії (1):

«Бенфіка»: 2009-10
- Володар Кубка португальської ліги (2):

«Бенфіка»: 2009-10, 2010-11, 2011-12
- Чемпіон Греції (1):

«Олімпіакос»: 2013-14
- Володар Кубка УЄФА (1):

«Севілья»: 2005-06
- Володар Кубка банку Суруга (1):

«Рівер Плейт»: 2015
Збірні
- Молодіжний чемпіон світу: 2001
- Олімпійський чемпіон: 2004
- Срібний призер Кубка Америки: 2004

### Індивідуальні
- Найкращий бомбардир Чемпіонату Аргентини: 1999А
- Футболіст року в Південній Америці: 1999
- Найкращий бомбардир чемпіонату світу (до 20 років): 2001
- Найкращий гравець чемпіонату світу (до 20 років): 2001
- Включений до списку ФІФА 100: 2004